# Акт о создании Рейнского союза

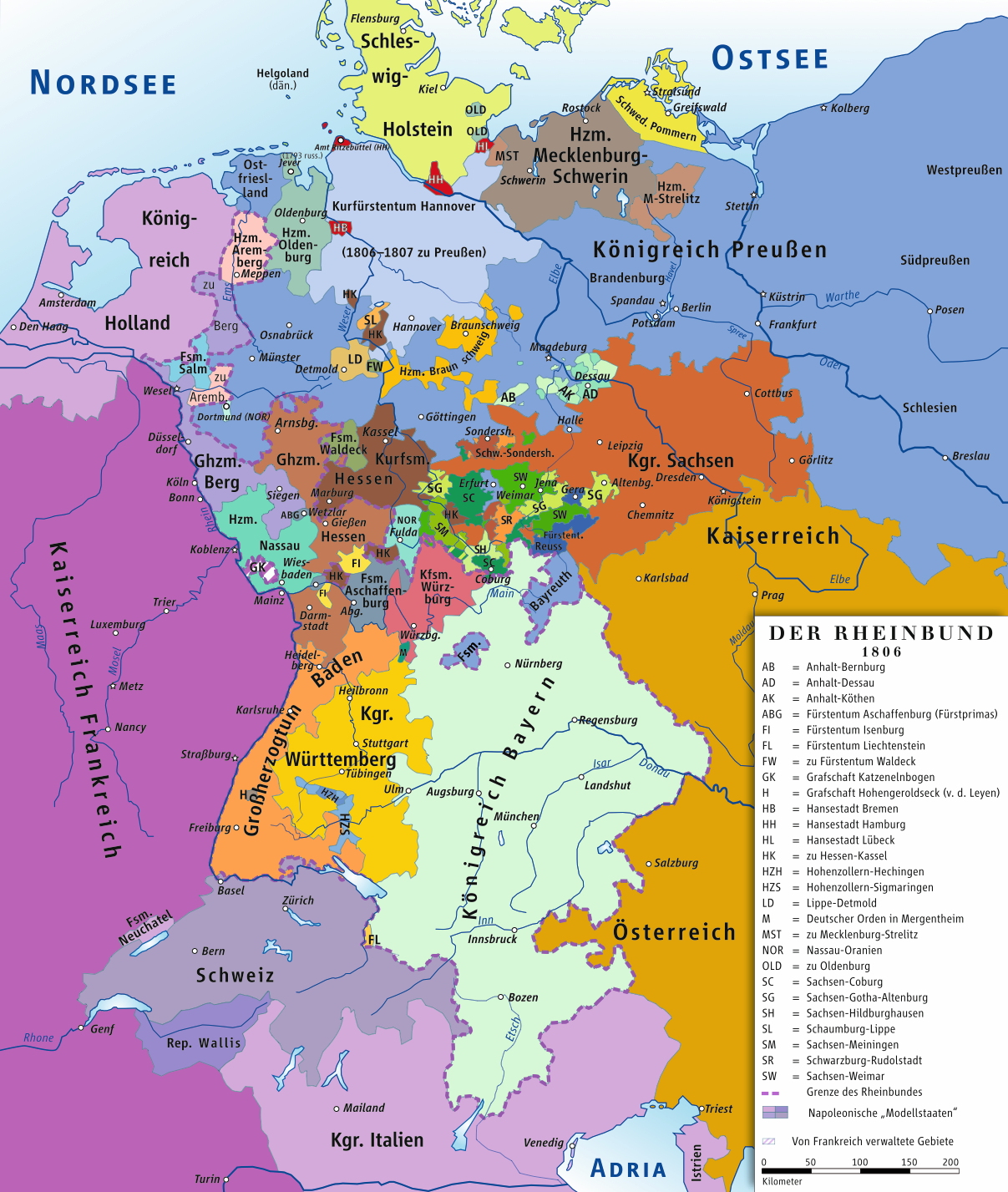
Рейнский союз на момент провозглашения

Акт о создании Рейнского союза (нем. Rheinbundakte)— договор, заключенный в Париже 12 июля 1806 года между представителями французского императора Наполеона Бонапарта и 15 немецких правителей, которые отделились от Священной Римской империи и присоединились к новосозданному Рейнскому союзу в качестве суверенных государств. Особым случаем стало княжество Лихтенштейн, которое не присоединилось к союзу путем подписания, но было принято указом Наполеона на основании статьи 39.

## Содержание
В статье 1 подписавшиеся стороны заявили о своем отделении от Священной Римской империи и образовании конфедерации под названием «Рейнский соююз». Кроме того, было заявлено, что законы империи, за исключением заключительного постановления имперской депутациии Закона о рейнском мореплавании, больше не будет действительным для участников союза. Князья отказались от всех титулов, выражавших отношение к империи. Они также обещали объявить о своем выходе из империи в её рейхстаге к августу 1806 г.
Статья 4 предусматривала, что архиепископ Майнца Карл Теодор фон Дальберг, до этого имперский канцлер и курфюрст, должен носить титул «принца-примаса», без придания ему какого-либо приоритета перед другими участниками.
Статья 5 гласила, что правители Бадена, Берг-Клеве и Гессен-Дармштадта получат титул великих герцогов со всеми правами, почестями и привилегиями королевского титула. Кроме того, глава дома Нассау стал герцогом, а граф фон дер Ляйен — князем.
Следующие статьи были о конструкции федерального правительства:
- Бундестаг должен был располагаться во Франкфурте-на-Майне и состоять из коллегии принцев и коллегии королей.
- Князь-примас возглавлял бундестаг, а также Королевскую палату. В палате князей эта роль досталась герцогу Нассау.
- Князья должны были быть независимы от любой державы, не принадлежащей Рейнской конфедерации. Отказ от суверенитета был возможен только в пользу членов федерации.
- Конфликты между членами должен был решать Бундестаг.

Статья 11 предусматривала, что порядок проведения заседаний, предметы обсуждения и другие положения функционирования союза и бундестага должны определяться основным законом.
Статья 12 объявляла императора Франции протектором, он имел право назначить преемника князя-предстоятеля.
Статья 25 предусматривала, что члены должны иметь полный суверенитет на своих территориях, включая поместь (законодательство, высшая судебная власть, высшая полиция и право собирать войска).
Статьи 29 и 30 регулировали принятие и распределение долгов графств-участников союза. Далее последовали положения, касающиеся права на изменение места жительства и пенсии государственных служащих и членов религиозных орденов.
Статьи с 35 по 38 касались территории военного союза с Францией, статья 39 позволяла принимать новых участников.
Статья 39 позволила принять дополнительные государства-члены.
Обязательным текстом документа была французская версия, немецкие версии, которые сильно различались по формулировкам, считались не имеющими юридической силы переводами.

### Территориальные изменения
Статьи с 13 по 24 касаются территориальных отношений между членами. В частности, это были:
| Приобретатель                       | Приобретаемое |
| ----------------------------------- | --- |
| Великое герцогство Берг             | - город Дойц и амты Кенигсвинтер и Вилиха (герцогство Нассау), - княжество Рейна-Вольбек, - графства Бентгейм, Бентгейм-Штейнфурттайнфурт, Зальм-Хорстмар, Нассау-Зиген, Дилленбург (исключая амты Верхайм и Бурбах) и Хадамар, Гимборн, - Сеньории Лимбург-Штирум (Бойнебурги), Брук, Харденберг (Вендты), Вильденберг, Вестербург и Замок Шадек (Лейнинген), Байльштайн, а также часть сеньории Рункель справа от реки Лан, Хомбург (графы Сайн) |
| Королевство Вюртемберг              | - графство Визенштайг и монастырь Виблинген (от королевства Бавария), - имперский город Биберах (Великое герцогство Баден), города Исни-им-Алльгой (графы фон Квадт), Кёнигсегг-Аулендорф, Оксенхаузен, - комтурства Капфенбург и Альтсхаузен, город Вальдзее и графство Шельклинген (Передняя Австрия), - владения князей и графов Трухсс-Вальдбург, - княжество Гогенлоэ (за исключением частей, отходящих к Баварии), - графства Байндт, Эглоффс, - аббатства и монастыри Гутенцелль, Хеггбах, Шуссенрид, Вартенберг-Рот, Вайсенау и Лимпург-Гайльдорф, сеньории Митинген (графы Плеттенберг), Зульминген, Нойравенсбург, Таннхайм, Вартхаузен, Вайнгартен (исключая Хагнау), Гундельфинген и Нойфра, а также владения князей Турн-и-Таксис (исключая те, что отходят к Баварии и Гогенцоллерн-Зигмаринген) и часть княжества Краутхайм, лежащую южнее реки Ягст. |
| Королевство Бавария                 | имперский город Нюрнберг - командорства Рор и Вальдштеттен Тевтонского ордена. - княжество Шварценберг, графство Кастелль, сеньория Шпекфельд и Визентхайд (Шёнборны), оберамты Шиллингсфюрст и Кирхберг (княжество Гогенлоэ), а также графство Штернштайн (Лобковицы), графство Эттинген, владения князей Турн-и-Таксис на севере Пфальц-Нейбурга, графство Эдельштеттен (Эстерхази Николай II), владения князя и графов Фуггеров, бургграфство Винтерриден (Зинцендорфы), поместья Буксхайм (Вальдботт фон Басенхейм) и Танхаузен (Эттинген-Валлерштейн), а также тракт из Меммингена в Линдау. |
| Великое герцогство Гессен-Дармштадт | бургграфство Фридберг, графства Эрбах, Витгенштейн, Берлебург, сеньории Хойбах, Бройберг, Хабитцхайм, Ильбенштадт и Гедерн (уШтольберг-Вернигероде), амты Лаутербах, Штокхаузен, Моос (сеньория Ридзель), амт Фрайенштай (графство Эрбах) ландграфство Гессен-Гомбург, владения князей и графов Зольмсов в Веттерау, за исключением амтов Гогенсольмс (Сольмс-Лих), Браунфельси Грайфенштейн (Сольмс-Браунфельс). |
| Княжество Гогенцоллерн-Зигмаринген  | сеньории Ахберг и Гогенфельс (Тевтонский орден), а также монастыри Вальд и Габсталь, владения имперских рыцарей Гаммертинген (бароны Шпет-цу-Цвифальтен) и Хеттинген (княжество Фюрстенберг), сеньории Страсберг, Трохтельфинген и Юнгнау, часть сеньории Мескирх на левом берегу Дуная, а также амт Острах из владений князей Турн-и-Таксис. |
| Герцогство Нассау                   | графства Вид-Нойвид, Хольцаппель и Диц, принадлежащую князю Вид-Рункелю долю в графстве Нидер-Изенбург, а также амты Дирдорф, Альтенвид, Нойербург, Хоэнсольмс, Браунфельс и Грайфенштайн, сеньорию Шаумбург, от графства Дилленбург — амты Верхайма и Бурбаха, а также часть сеньории Рункель справа от Лана, Крансберг и Менсфельден. |
| Государство князя-примаса           | имперский город Франкфурт, а также графство Ринек и владения князей и графов Левенштейн-Вертхайм на правом берегу Майна. |
| княжество Зальм                     | Сеньория Гемен |
| Княжество Изенбург                  | графства Изенбург-Бюдинген-Бюдинген, Изенбург-Бюдинген-Меерхольц и Изенбург-Бюдинген-Вехтерсбах |
| Герцогство Аренберг-Меппен          | графство Дюльмен |